# Лузофонија
Лузофонија (порт. Lusofonia), или званично Заједница земаља португалског језика (порт. Comunidade dos Países de Língua Portuguesa; скраћено CPLP) међународна је међувладина организација која окупља земље на четири континента у којима је португалски језик званични национални језик. Делује по принципу повлашћеног мултилатералног форума за међусобну сарадњу између држава чланица, како на извршном и министарском нивоу, тако и на нивоу невладиних организација и различитих одељења саме организације. Створена је ради продубљивања међусобног пријатељства и сарадње међу државама чланицама.
Организација је основана 17. јула 1996, а њено седиште се налази у главном граду Португалије Лисабону. Пуноправно чланство у ЦПЛП има девет земаља: Ангола, Бразил, Зеленортска Острва, Гвинеја Бисао, Мозамбик, Португалија, Сао Томе и Принсипе (земље оснивачи), Источни Тимор и Екваторијална Гвинеја. Иако је основана као заједница са примарном културолошком позадином, с временом је прерасла у геополитичку и економску организацију.
Примарни циљеви ЦПЛП-а су следећи:
- политичка и дипломатска сарадња међу земљама чланицама са циљем јачања присуства на међународној сцени;
- јача сарадња на свим пољима, укључујући образовање, здравствену заштиту, науку и технологију, одбрану, пољопривреду, јавну управу, правду, културу, спорт и медије;
- промоција и популаризација португалског језика и културе.

Током конгреса Лузофоније у Луанди 2005. министри културе земаља чланица су прогласили 5. мај Међународним даном лузофоне културе (порт. Dia da Cultura Lusófona). Земље Лузофоније обухватају територију површине 10.742.000 км² са око 270 милиона становника.

## Земље чланице
| Држава                | Статус               | Година прикључења | Званичан језик/језици             | Континент     | Број становника |
| --------------------- | -------------------- | ----------------- | --------------------------------- | ------------- | --------------- |
| Португалија           | пуноправни члан      | 1996.             | португалски                       | Европа        | 10.617.575      |
| Бразил                | пуноправни члан      | 1996.             | португалски                       | Јужна Америка | 202.656.788     |
| Ангола                | пуноправни члан      | 1996.             | португалски                       | Африка        | 15.941.000      |
| Мозамбик              | пуноправни члан      | 1996.             | португалски                       | Африка        | 21.397.000      |
| Зеленортска Острва    | пуноправни члан      | 1996.             | португалски                       | Африка        | 499.796         |
| Гвинеја Бисао         | пуноправни члан      | 1996.             | португалски                       | Африка        | 1.586.000       |
| Сао Томе и Принсипе   | пуноправни члан      | 1996.             | португалски                       | Африка        | 157.000         |
| Источни Тимор         | пуноправни члан      | 2002.             | португалски и тетум               | Азија         | 1.172.390       |
| Екваторијална Гвинеја | пуноправни члан      | 2014.             | португалски, шпански и француски  | Африка        | 1.014.999       |
| Маурицијус            | придружени посматрач | 2006.             | енглески                          | Африка        | 1.264.866       |
| Сенегал               | придружени посматрач | 2008.             | француски                         | Африка        | 11.658.000      |
| Грузија               | придружени посматрач | 2014.             | грузински                         | Азија/Европа  | 4.935.880       |
| Јапан                 | придружени посматрач | 2014.             | јапански                          | Азија         | 126.434.964     |
| Намибија              | придружени посматрач | 2014.             | енглески и други афрички језици   | Африка        | 2.113.077       |
| Турска                | придружени посматрач | 2014.             | турски                            | Азија/Европа  | 76.667.864      |
| Чешка                 | придружени посматрач | 2016.             | чешки                             | Европа        | 10.610.947      |
| Мађарска              | придружени посматрач | 2016.             | мађарски                          | Европа        | 9.797.561       |
| Словачка              | придружени посматрач | 2016.             | словачки                          | Европа        | 5.435.343       |
| Уругвај               | придружени посматрач | 2016.             | шпански                           | Јужна Америка | 3.444.006       |
| Андора                | придружени посматрач | 2018.             | каталонски                        | Европа        | 76.965          |
| Аргентина             | придружени посматрач | 2018.             | шпански                           | Јужна Америка | 44.494.502      |
| Чиле                  | придружени посматрач | 2018.             | шпански                           | Јужна Америка | 17.574.003      |
| Француска             | придружени посматрач | 2018.             | француски                         | Европа        | 67.186.638      |
| Италија               | придружени посматрач | 2018.             | италијански                       | Европа        | 60.497.174      |
| Луксембург            | придружени посматрач | 2018.             | луксембуршки, немачки и француски | Европа        | 602.005         |
| УК                    | придружени посматрач | 2018.             | енглески                          | Европа        | 66.040.229      |
| Србија                | придружени посматрач | 2018.             | српски                            | Европа        | 7.040.272       |

## Управа
Најважнији управни орган Лузофоније је Извршни секретаријат који је задужен за доношење и имплементацију усвојених уговора и иницијатива. Извршни секретаријат се бира на двогодишњи мандат и може бити реизабран само једном. Конференције шефова држава и влада земаља чланица одржавају се сваке две године, док се Веће министара спољних послова земаља чланица састаје на годишњем нивоу. Финансирање организације врше земље чланице.
| Име                               | Почетак функције   | Крај функције      | Држава              |
| --------------------------------- | ------------------ | ------------------ | ------------------- |
| Марколино Моко                    | 17. јул 1996.      | јул 2000.          | Ангола              |
| Дулсе Марија Переира              | јул 2000.          | 1. август 2002.    | Бразил              |
| Жоао Аугусто де Медисис           | 1. август 2002.    | април 2004.        | Бразил              |
| Зеферино Мартинс (в.д.)           | април 2004.        | јул 2004.          | Мозамбик            |
| Луис де Матос Монтеиро да Фонсека | јул 2004.          | јул 2008.          | Зеленортска Острва  |
| Домингос Симоис Переира           | 25. јул 2008.      | 20. јул 2012.      | Гвинеја Бисао       |
| Мураде Исак Мурарги               | 20. јул 2012.      | 9. јануар 2017.    | Мозамбик            |
| Марија до Кармо Силвеира          | 9. јануар 2017.    | 15. децембар 2018. | Сао Томе и Принсипе |
| Франсиско Рибеиро Телес           | 15. децембар 2018. | данас              | Португалија         |

| Самит | Држава домаћин      | Град домаћин | Година |
| ----- | ------------------- | ------------ | ------ |
| I     | Португалија         | Лисабон      | 1996.  |
| II    | Зеленортска Острва  | Праја        | 1998.  |
| III   | Мозамбик            | Мапуто       | 2000.  |
| IV    | Бразил              | Бразилија    | 2002.  |
| V     | Сао Томе и Принсипе | Сао Томе     | 2004.  |
| VI    | Гвинеја Бисао       | Бисау        | 2006.  |
| VII   | Португалија         | Лисабон      | 2008.  |
| VIII  | Ангола              | Луанда       | 2010.  |
| IX    | Мозамбик            | Мапуто       | 2012.  |
| X     | Источни Тимор       | Дили         | 2014.  |
| XI    | Бразил              | Бразилија    | 2016.  |
| XII   | Зеленортска Острва  | Сал          | 2018.  |